# Face à l'info
Face à l'info est une émission de télévision française diffusée du lundi au jeudi de 19 h à 20 h sur CNews, présentée par Christine Kelly. Autour de la présentatrice, des éditorialistes débattent de l'actualité et présentent leur chronique.

## Participants

### Intervenants
Intervenants actuels de l'émission :
- Mathieu Bock-Côté (sociologue et essayiste)[1]
- Gabrielle Cluzel (directrice de la rédaction de Boulevard Voltaire)
- Marc Menant (journaliste et écrivain)[1]
- Charlotte d'Ornellas (journaliste du JDD)[1]

Anciens intervenants de l'émission :
- Éric Zemmour (écrivain et essayiste)[1]
- Éric de Riedmatten (journaliste économique CNews)
- Dimitri Pavlenko (journaliste d'Europe 1, présentateur d'Europe Matin)[1]

### Intervenants remplaçants
- Eugénie Bastié (journaliste du Figaro)
- Alexandre Devecchio (directeur adjoint du Figaro Magazine)
- Harold Hyman (journaliste international)
- Guillaume Bigot (essayiste)

## Déroulement
Depuis mars 2020 et le début de la crise sanitaire, l’émission se déroule en cinq éditoriaux en lien avec l’actualité.

## Saison 1 (2019 - 2020)
Le 14 octobre 2019, Éric Zemmour rejoint CNews pour participer à l'émission Face à l'info. Lors du premier numéro, le journaliste Éric Zemmour débat avec trois autres éditorialistes de la Turquie, puis dans un tête-à-tête avec Mohamed Sifaoui, sur l'Islam, la République, et le port du voile.
D'abord diffusée en direct, l'émission ne l'est plus à la suite d'une recommandation émise le 25 octobre 2019 par le comité d’éthique du groupe audiovisuel qui proposait de la retransmettre « en différé ou en léger différé », afin de maîtriser les échanges sur le plateau. Cela fait suite, selon Le Monde, à « de nombreux dérapages d’Éric Zemmour » : « D’après le polémiste, en Syrie, « Bachar Al-Assad n’a pas gazé son peuple » ; les homosexuels n’ont qu’à « coucher avec l’autre sexe » pour « faire des enfants » ; « la politique de Vichy n’avait pas comme conséquence l’extermination et les camps nazis » et être français reviendrait à être « du côté du général Bugeaud », l’un des officiers de la conquête d’Algérie de 1840, qui massacrait « les musulmans et même certains juifs ». La France insoumise, des élus LREM, la CGT, et des personnalités telles que l’économiste Jacques Attali ou de la journaliste Valérie Trierweiler boycottent la chaîne CNews du fait de la présence d'Éric Zemmour,.
En décembre 2019, le CSA met en demeure CNews pour des propos tenus par Eric Zemmour sur la colonisation de l’Algérie dans l'émission du 23 octobre. La mise en demeure du CSA fait office d'avertissement avant sanction. CNews, estimant la mise en demeure contraire aux principes de la liberté d'expression, annonce vouloir saisir le Conseil d'État.

## Polémique et enquête
À la suite de propos tenus par Éric Zemmour sur les mineurs étrangers isolés dans l'émission du 29 septembre 2020, le parquet de Paris annonce l’ouverture d’une enquête pour « provocation à la haine raciale » et « injures publiques à caractère raciste ».

## Records d'audiences
Le 13 novembre 2019, Face à l'info rassemble, entre 19 h et 19 h 56, 270 000 téléspectateurs, selon l'entreprise Médiamétrie, soit (1,4 % de part d'audience). Un pic d'audience à 331 000 personnes a été observé à 19 h 53. Sur l'ensemble de la tranche, CNews est leader des chaînes d'information.
Les audiences progressent régulièrement en 2020 : le 10 février 2020, Face à l'info établit un record d'audience lors du face-à-face entre Éric Zemmour et Marlène Schiappa en deuxième partie d'émission, avec 391 000 téléspectateurs (1,9 % de part d'audience) qui assistent au débat faisant de CNews la première chaine d'information de France. En février, CNews dépasse LCI (1,2 % de PDA) et TF1 (1 % de PDA) et France Info (0,6 % de PDA) mais reste derrière BFM TV (2,5% de PDA). Le 28 mai 2020, Face à l'info établit un record d'audience avec 494 000 téléspectateurs (2,9 % de part d'audience).
Le 28 octobre 2020, l'émission établit un nouveau record avec près de 706 000 spectateurs (3,1 % de PDA), puis le 5 novembre avec « 893 000 fidèles, soit 3,8 % de part de marché, et 3,3 % auprès des CSP+, avec un pic à 1 million de Français ». Cette montée des audiences de Face à l'info, du fait de la portée des analyses du chroniqueur sur une frange de l'opinion, est soulignée par le magazine Challenges.
Entre septembre 2021 et juin 2022, CNews reste, sur la tranche horaire 19-20 heures, en tête des chaînes d'information (3,2 % de PDA en moyenne).